# Donald A. Martin

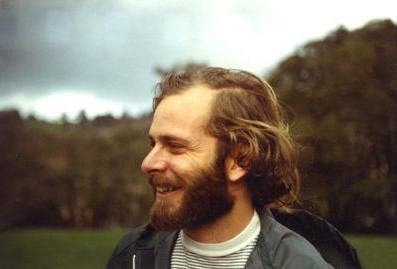
Donald A. Martin (1973)

Donald Anthony Martin, genannt Tony Martin (* 24. Dezember 1940), ist ein US-amerikanischer Mathematiker und Philosoph, der sich mit mathematischer Logik und Mengenlehre beschäftigt. Ende der 1960er Jahre war er Professor an der Rockefeller University und ist seit Anfang der 1970er Jahre Professor an der University of California, Los Angeles (UCLA), gleichzeitig für Mathematik und Philosophie. 1971 erhielt er ein Forschungsstipendium der Alfred P. Sloan Foundation (Sloan Research Fellowship).
Martin ist für Arbeiten in der axiomatischen Mengenlehre bekannt. 1970 bewies er aus dem Axiom der Existenz einer messbaren Kardinalzahl, dass analytische Spiele determiniert sind. 1975 bewies er die Determiniertheit von Borel-Spielen aus den Axiomen der ZFC (Zermelo-Fraenkel-Mengenlehre) und 1989 projektive Determiniertheit aus Axiomen großer Kardinalzahlen mit John R. Steel.
Nach ihm ist Martins Axiom benannt, ein von den Axiomen der Zermelo-Fraenkel-Mengenlehre (ZFC) unabhängiges, aber mit diesen konsistentes Axiom, das Folge der Kontinuumshypothese ist, aber auch konsistent mit ZFC und der Negation der Kontinuumshypothese ist. Es hat vielfältige Anwendungen auch außerhalb der Mengenlehre.
Er ist seit 2004 Mitglied der American Academy of Arts and Sciences. 1994 war er Gödel-Lecturer. 1992 hielt er die Tarski Lectures in Berkeley.
1988 erhielt er mit Steel und W. Hugh Woodin den Karp-Preis für den Beweis, dass aus der Existenz einer superkompakten Kardinalzahl die Gültigkeit des Determiniertheitsaxioms im kleinsten transitiven Modell der Zermelo-Fraenkel-Mengenlehre, das die reellen Zahlen und alle Ordinalzahlen umfasst, folgt.
1978 war er Invited Speaker auf dem Internationalen Mathematikerkongress in Helsinki (Infinite games).